# The Inner Mystique
The Inner Mystique fu il secondo disco in ordine di pubblicazione de The Chocolate Watchband uscito nel febbraio del 1968. È un altro disco a due facce, nel quale interagiscono Garage rock e Rock psichedelico. Nessun brano è firmato dai musicisti, presenti solo nelle cover come "I'm Not Like Everybody Else"  (Kinks) e "It's All Over Now, Baby Blue" (Bob Dylan). Il resto del disco è opera di turnisti che accompagnano il cantante Don Bennet.

## Tracce
Lato A
1. Voyage of the Trieste – 3:39 (Ed Cobb)
2. In the Past – 3:08 (Wayne Proctor)
3. Inner Mystique – 5:34 (Ed Cobb)

Lato B
1. I'm Not Like Everybody Else – 3:43 (Ray Davies)
2. Medication – 2:04 (Ben DiTosti, Minette Alton)
3. Let's Go, Let's Go, Let's Go – 2:16 (Hank Ballard)
4. Baby Blue – 3:14 (Bob Dylan)
5. I Ain't No Miracle Worker – 2:51 (Annette Tucker, Nancy Mantz)

Edizione CD del 1994, pubblicato dalla Sundazed Records (SC 6024)
1. Voyage of the Trieste – 3:38 (Ed Cobb)
2. In the Past – 3:06 (Wayne Proctor)
3. Inner Mystique – 5:35 (Ed Cobb)
4. I'm Not Like Everybody Else – 3:42 (Ray Davies)
5. Medication – 2:06 (Ben DiTosti, Minette Alton)
6. Let's Go, Let's Go, Let's Go – 2:15 (Hank Ballard)
7. It's All Over Now, Baby Blue – 3:11 (Bob Dylan)
8. I Ain't No Miracle Worker – 2:49 (Annette Tucker, Nancy Mantz)
9. She Weaves a Tender Trap – 3:29 (Ed Cobb) – Bonus Track
10. Misty Lane – 3:16 (Martin Siegel) – Bonus Track
11. Baby Blue (Original Single Version) – 3:12 (Bob Dylan) – Bonus Track
12. Sweet Young Thing – 2:55 (Ed Cobb) – Bonus Track

## Musicisti
- Mark Loomis - chitarra, voce
- David Aguilar - voce, armonica, percussioni
- Sean Tolby - chitarra
- Bill Flores - basso
- Gary Andrijasevich - batteria, voce
- Don Bennett - arrangiamenti
- Ethon McElroy - arrangiamenti